# Chemmis
Chemmis (altägyptisch Achbit, Ach-bit) ist der mythologische Name einer schwimmenden Insel, die als Zufluchtsort des heranwachsenden Horus im Osirismythos eine zentrale Rolle spielt. Der Ort konnte bis in die Gegenwart archäologisch nicht erschlossen werden, da die genaue Lage unbekannt ist. Aufgrund der Beschreibungen wird Chemmis jedoch in Schaba nahe der altägyptischen Stadt Buto vermutet.

## Mythologische Verbindungen

### Altägyptische Mythen
Aus dem Alten Reich geht aus dem Pyramidentext 1703c hervor, dass „Isis ihren Sohn Horus in Chemmis geboren hatte“. Im Pyramidentext 2190 wird geschildert, dass Horus vom Ort Chemmis nach Buto ging. Dort reinigte er sich für die spätere Rache für seinen Vater Osiris an Seth. 
Aus der Zeit von Ramses III. und Sethnacht wurde Hathor auf einer Stele aus Deir el-Medina als „Herrin von Chemmis“ genannt. Ramses III. berichtet, dass er in Heliopolis das Horus-Heiligtum mit blühenden Papyrusstauden umgeben und so „in ein Chemmis“ gesetzt habe.

### Chemmis in der griechischen Mythologie
Herodot berichtete über die Entstehung der schwimmenden Insel Chemmis:

„Auch geben die Ägypter die Ursache an, weshalb die Insel schwimme. Nämlich vorher wäre sie nicht schwimmend gewesen, bis Leto, eine von den ersten acht Gottheiten, welche in Buto wohnte, wo sie eben jenes Orakel hat, den Apollon von der Isis zur Verwahrung erhielt und ihn auch glücklich rettete, indem sie ihn auf jener Insel, die jetzt schwimmen soll, verbarg, damals, als Typhon alles durchsuchte, um des Osiris Sohn ausfindig zu machen.“